# ديتس
ديز ألمانيا (بالألمانية: Diez, Germany) هي بلدة ألمانية تقع في ألمانيا في Verbandsgemeinde Diez.

## أعلام
- مارفن إسر
- أوقست جاغر
- ميخائيل شتال
- ألبرت وينشتاين
- رومان فايدنفيلر